# Által-ér
Az Által-ér a Duna egyik jobb oldali mellékfolyója Komárom-Esztergom vármegyében.

## Földrajzi elhelyezkedése
Az Által-ér a Kisalföld keleti peremének vízfolyása, a Vértes hegység északnyugati oldalának vizeit gyűjti össze, Császár községtől délre, Pusztavámtól nyugatra ered, mintegy 240 méteres tengerszint feletti magasságban, majd Pusztavámot megkerülve északkeletnek veszi útját. A vízfolyás áthalad a Bokodi-hűtő tavon; Tatabányánál a Tatai-árok törésvonalánál északnyugat felé fordul. A tatai Öreg-tó közepén halad keresztül, és öt lefolyón, széles völgyben ér a Dunáig Dunaalmásnál. A főág vizének egy része a Mikoviny-csatornába ömlik; a főág jobbról kisebb vízfolyásokkal egyesülve torkollik a Dunába.
Vízfolyásai: Egerárki-víz, Szépvíz-ér, Fekete-víz (vagy Gerencséri-ér), Büdös-ér, Pénzes-patak, Labanc-patak, Majki-patak, Gesztesi-patak, Galla-patak, Árendás-patak, Mihályi-patak, Csákány-patak. (A honfoglalás korában és a középkorban Rákos-pataknak is nevezték.)

## Élővilága

### Faunája
Az Által-érben több halfaj is megtalálható: bodorka (Rutilus rutilus), amur (Ctenopharyngodon idella), vörösszárnyú keszeg, domolykó (Leuciscus cephalus), kurta baing (Leucaspius delineatus), küsz (Alburnus alburnus), dévérkeszeg (Abramis brama), lapos keszeg (Abramis ballerus), bagolykeszeg (Abramis sapa), szilvaorrú keszeg (Vimba vimba), compó (Tinca tinca), fenékjáró küllő (Gobio gobio), kínai razbóra (Pseudorasbora parva), szivárványos ökle (Rhodeus sericeus amarus), ezüstkárász (Carassius auratus), ponty (Cyprinus carpio), kövi csík (Barbatula barbatula), réti csík (Misgurnus fossilis), vágó csík (Cobitis taenia), csuka (Esox lucius), naphal (Lepomis gibbosus), sügér (Perca fluvatilis), vágó durbincs (Gymnocephalus cernuus), fogassüllő (Stizosteidon lucioperca), törpeharcsa (Ameiurus nebulosus).

## Szabályozása

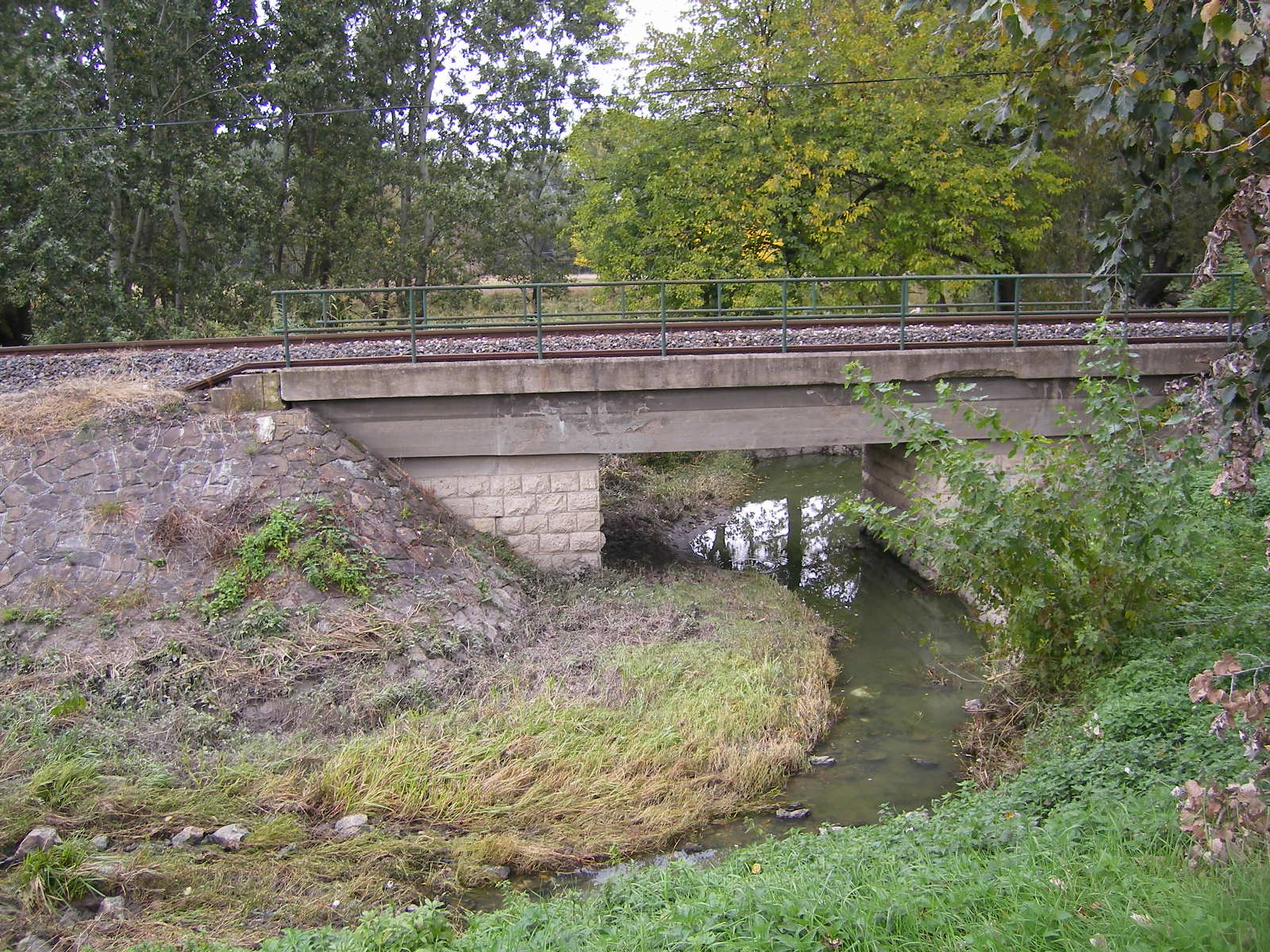
Az Által-ér Dunaalmásnál

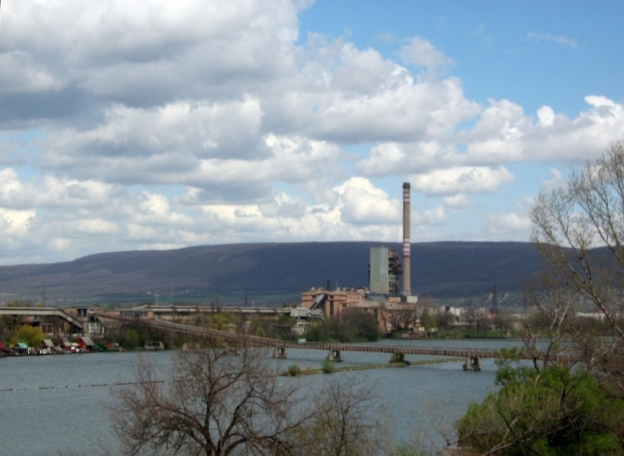
Tatabánya (Bánhida), Erőműi-tó

Az Által-ér szabályozását Mikoviny Sámuel, a kor jelentős polihisztora végezte el a 18. században.
A 18. században egyre nyilvánvalóbbá vált, hogy a hadseregben és a mezőgazdaságban a fürge, de kis termetű és kisebb húzóerőt képviselő magyar lovakat erősebbekre kell lecserélni. A század második feléből ismerünk egy császári leiratot, mely a Csehországból behozott nagyobb termetű lovak tenyésztését szorgalmazza, és az e téren eredményt felmutató megyéknek megígéri, hogy „császári tetszésének és királyi jóindulatának bizonyságát fogja adni”.
A megye urai azonban hamar belátták, hogy a nagyobb termetű lovaknak több széna kell. A meglévő legelők is elégtelennek bizonyultak, ezért újabb rétek, kaszálók után kellett nézniük. Megbízták hát mérnökeiket, hogy mérjék fel a mocsarakat, és tegyenek javaslatot azok lecsapolására. A tatai mocsár lecsapolását is hasonló takarmány-nyerő szándék szorgalmazhatta. Az sem lehet véletlen, hogy éppen ez idő tájt tették meg az első lépéseket a kanizsai mocsár lecsapolására is.
A jó széna felértékelődött. Így kerülhetett sor a kamarai mérnök, Mikoviny tatai küldetésére is, hogy a „komáromi földterületek feljavítására” – azaz a tatai mocsár lecsapolására – tervet készítsen, majd „egy vízelvezető csatornát” építsen.
1747. április 15-én kötötte meg Eszterházy József és az Udvari Kamara azt a szerződést, mely szerint „a kamarai mérnök, Mikoviny Sámuel földrajzi felmérése alapján készült térképének megfelelően két csatornát ásatnak, egyet a mocsarak lecsapolására… egyet pedig Tatától az almási malmokig”. A „Canalis molaris et derivatorius”-t (Malom- és levezető csatornát, ma Által-ér) mindkét fél számára „fa és más dolgok szállítására” is szánták. Arra a pontra, ahol a lecsapoló csatorna a postautat keresztezte, Mikoviny egy cölöpökre épített kőhidat építtetett.
A mocsarat, melybe az ember kötésig süllyedt, és melyben a marha eldőlt, Mikoviny az alábbi terv szerint csapolta le:
1. Kiszélesíttette és kimélyíttette a tatai tó vizét levezető már meglévő vízfolyás, az Által-ér medrét, mely ezáltal kallómalom hajtására és faúsztatásra lett alkalmas.
2. A mocsár vizének lefolyását gátló, a „nagy gát”-ba („Der grosse Damm” – valószínűleg római kori úttöltés) épült zsilipeket és malmot leromboltatta.
3. Naszálytól indítva a mocsarat kettészelő lecsapoló csatornát ásatott a Dunába. A mocsarat lecsapoló csatorna, melynek partját ma öreg fűzfák őrzik, még létezik, bár szerepét átvette egy újabban ásott, nem egészen a valóságnak megfelelően „Mikoviny árká”-nak nevezett csatorna.

Ez nem mindenütt történt konfliktusok nélkül. Báró Neffrei János Jakab, az ottani malom tulajdonosa tiltakozott a lecsapolás ellen, s jobbágyaival akarta megakadályozni a Dunából kiinduló füzitői gát és zsilip lebontását, amely malmára hajtván a vizet, a terület lemocsarasodását is okozta. Mikoviny vezetésével a dunaalmásiak kaszára-kapára kaptak, s elbontották a zsilipet.
Természetesen mindezekhez munkaerő, sok dolgos kéz kellett. A 17–18. század a területen mozgalmas évszázad: telepesek érkeztek ide Bánhidára, először református magyarok, később pedig szlovákok a földesúri betelepítésének köszönhetően. A török kiűzése után, a németekhez hasonlóan őket is az Eszterházyak hozták be őket Bánhidára valószínűleg Trencsén, Nyitra, Pozsony vármegyéből (1725), részben a református magyarok ellensúlyozására. Fő foglalkozásuk a mezőgazdaság, szőlőtermesztés, fakitermelés és a mészégetés. Mindez a folyamat az 1720–1730-as években következhetett be, ekkor a szlovák lakosság már meghaladta a magyarokét.

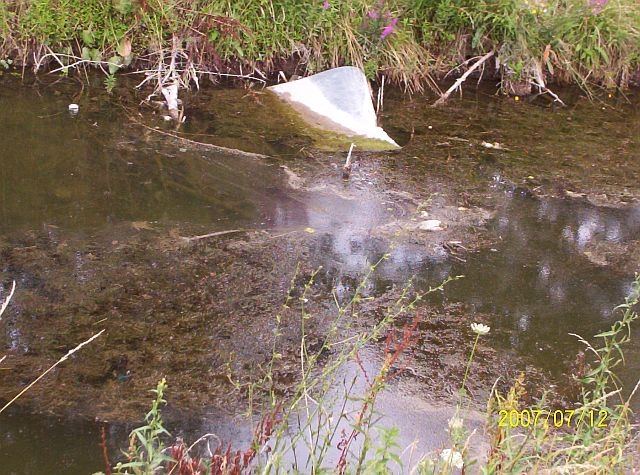
Eutrofizáció (tápanyagdúsulás) az Által-ér tatabányai szakaszán

Velük is hasonló szerződést kötött az Eszterházy-uradalom: ők csapolták le a mocsarakat ingyen munkával. Balogh uradalmi tiszttartó 1746 szeptemberében így rendelkezett: „Köteles lészen a Bánhyd kösség határában lévő öreg Tónak gatjában áló csatornyát ki ásni, és a külső víznek Horizontyán, vagyis fölső Szinyen helét még annyi mélségre ugyanis kiasni, hogy tellyesen a csatornya víz alat álandóván ályon kihez obligaltoni fog le tételéhez, és el tömöséhez elegendő embereket elő állítani.” Tervrajzának feliratai pedig megőrizték a 300 évvel ezelőtti Tata környéki állapotokat: a „Kis Fórás”-t, „Magad Fórás”-t és a „Fényes Fórás”-t, két közutat, az almási Duna-parton fürdőt, Szőny előtt Brigetio romjait, valamint táborát, melyhez a Tatáról induló ˝aquaeductus˝, vízvezeték futott.
A parancs szerint megfelelő gonddal szemrevételezte a fürdőt, és úgy találta, hogy az rossz állapotban van, vize pedig „nem különösen meleg”. Bár nem feladata, hogy a fürdő vizének tulajdonságait megvizsgálja, azért elmondja, hogy már a régiek is nagyra becsülték a természetnek ezen jótékony adományát. A legöregebb lakosoktól megtudta, hogy bár a fürdőt csak silány deszkafallal és tetővel építették, sokak testi bajaikban gyógyulást nyertek benne. Nem messze innen egy régi fürdőnek a romjait is felfedezte.
Alaposabb vizsgálódás után kiderült, hogy egy „pompás” fürdőépület maradványaira bukkant. Maga a fürdő hossza és szélessége 3 öl volt. E mellett egy másik, ugyancsak „remek” fürdőépület alapjait is megtalálta. A téglák és a habarcs alapján úgy találta, hogy egy másfél ezer éves római építménnyel van dolga. Korábbi olvasmányaiból már tudta, hogy ezen a vidéken sok nevezetes római telep és város létezett – Szőnynél Brigetio, Neszmély és Süttő között Azaon, Környénél Floriana stb. Az épületek szerkezetéből arra következtetett, hogy a vizet nem melegítették, tehát az hajdan megfelelő hőmérséklettel fakadt. Ebből arra következtetett, hogy talán azért váltak hidegebbé, mert elhanyagolták őket, vagy mert az évszázadok alatt föld alatti útjaik és összeköttetéseik megváltoztak. A mocsárban viszont felfedezte, hogy helyeként füstként pára gomolyog fel, és a hideg vízben meleg források fakadnak. Ezek bővizűek, és sokkal melegebbek, mint a régi fürdőnél fakadóak. A források vízében fekete nyálkát talált, és amerre folyt, fehér lerakódás mutatta útját. Jelentését azzal fejezi be, hogy jelentős költségek nélkül itt „a legjobb és a leghasznosabb gyógyfürdőt” lehetne létrehozni.
A fürdők esetében megnyilatkozó régész-hajlama a „Conditiones” kezdetű német nyelvű előterjesztésében is felbukkan: „Szeretné a múltat feltárni, különösen Magyarországnak azt a részét, mely valaha Pannóniához és Dáciához tartozott, melyet az ókori rómaiak úgy felvirágoztattak, bennük számos jeles kolóniát és várost alapítottak, és hatalmas műveket hoztak létre, ezek romjai, nyomai és emlékei a mai napig fennállnak, melyeket mind ez ideig senki rendesen föl nem derített… Pontosabb felmérés, mérlegelés után a régi római és görög írók leírása alapján fel kell tárni és deríteni, hogy hol milyen város vagy település volt korábban, milyen volt annak a fekvése, mely előnyei voltak, mi célból építették az egyes műveket, és mire használták azokat. Lehetőségei szerint Magyarország más részeiben is meg akarja figyelni ezeket, nem feledkezve meg a szarmata, gót és hun régiségekről sem…”

## Az Által-ér Szövetség

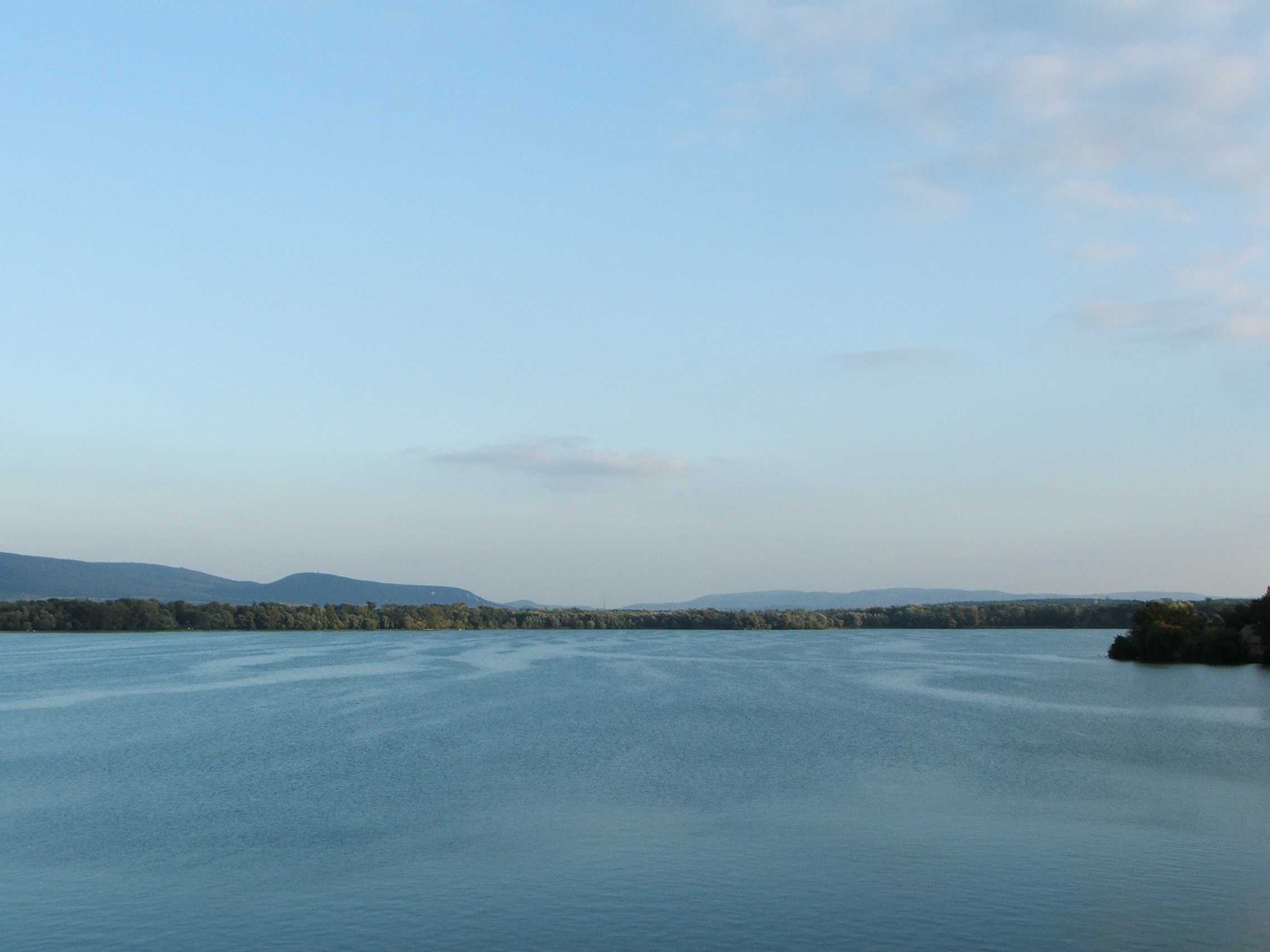
Öreg-tó, Tata

1994. január 17-én 20 szervezet alakította meg az Által-ér Szövetséget. Az egyik első, vízgyűjtő köré szerveződő magyarországi társulásban ma már 23 önkormányzat, 20 gazdasági társaság és 12 nonprofit szervezet dolgozik az Öreg-tó vízminőségének javításán.

### Táblaállítások
2005-ben tájékoztató táblákat helyezett ki az Által-ér Szövetség; a közúti táblákon az Által-ér neve látható, melyeket Pusztavám, Bokod, Kecskéd, Környe, Tatabánya, Vértesszőlős, Tata, és Dunaalmás területén helyeztek ki. A jelentősebb gyalogosforgalmú területeken a névtáblák mellett 5 ponton ismeretterjesztő táblákat is állítottak. A kihelyezett információs táblák a patak völgyének természeti értékeiről, a vízfolyásokról, tavakról, madár- és állatvilágról, a Natura 2000-es területekről, illetve az élőhelyekről és madárvédelmi irányelvek jelentőségéről tájékoztatnak. Eddig az Által-eret, valamint a Galla-patakot keresztező autópálya, fő-és mellékutak mentén nem voltak információs táblák, melyek az áthaladó autósok számára jelezték volna a patakok nevét.

### Terveik
Összesen 21 település összefogásával „Gerecse-Tata” néven hozna létre natúrparkot az Által-ér Szövetség. A védett terület a Gerecse több ezer hektárnyi természetközeli hegyvidékére, valamint Tata turisztikai vonzerejére alapozva hozható létre.
A natúrparkhoz tartozhat Baj, Bajna, Bajót, Dunaalmás, Dunaszentmiklós, Epöl, Gyermely, Héreg, Lábatlan, Nagysáp, Naszály, Neszmély, Süttő, Szomor, Szomód, Tardos, Tarján, Tata, Tatabánya, Vértesszőlős és Vértestolna. A részvétel a települések döntésétől is függ.

## Turizmus

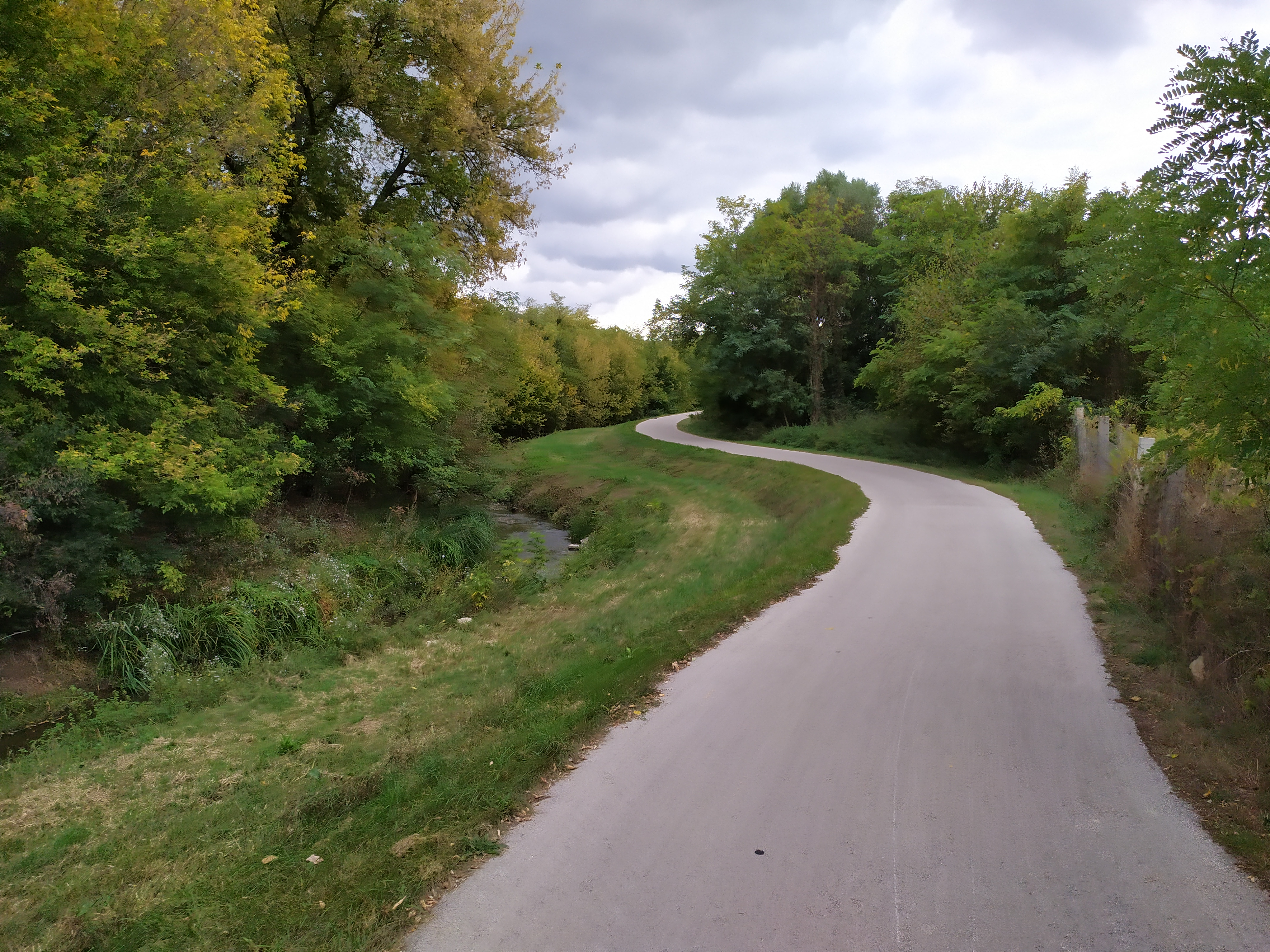
Az Által-ér-völgyi kerékpáros-túraútvonal Dunaalmás és Tata között

Az Által-ér völgyében a 2010-es években több fázisban kerékpáros túraútvonalat alakítottak ki. 2013 végén adták át a 6,8 km-es, Tatabánya és Tata közötti szakaszt (vértesszőlősi bekötéssel), melyet a 2015-ben átadott, Tata és Dunaalmás közötti 8 km-es szakasz követett, elérve az EuroVelo 6 Duna-menti kerékpárút tervezett nyomvonalát. 2019-ben készült el a Tatabányát Kecskéden és Környén át Oroszlánnyal összekötő 11 km-es kerékpáros-útvonal, melyet egy burkolattal el nem látott leágazás a Majki kamalduli remeteséggel is összeköt.